# Ruthven (Highland)
Ruthven (Schots-Gaelisch: Ruadhainn) is een dorp ongeveer 1 kilometer ten zuiden van Kingussie en ongeveer 70 kilometer ten zuiden van Inverness in de Schotse lieutenancy Inverness in het raadsgebied Highland.
In Ruthven liggen de ruïnes van de Ruthven Barracks, een achttiende-eeuws barakkencomplex.